# Velflovici
Velflovici byli pražský patricijský rod, který se řadil ke starému patriciátu na Starém Městě pražském. Jejich největší rozkvět se odehrál v průběhu 14. století, kdy se Velflovici rozdělili na několik rodových větví, drželi ve svých rukou významné městské úřady a získali do vlastnictví také četné venkovské statky v okolí Prahy. Velflovici patřili k nejmocnějším a nejbohatším patricijům vrcholně středověké Prahy.

## Historie
Počátky tohoto původem německého rodu, u něhož došlo v průběhu druhé poloviny 14. století k postupnému počeštění, se datují již na sklonek 13. století. První známým předkem Velfloviců byl měšťan Velfl (1264–1288), podle něhož obdržel rod své jméno. Už na přelomu 13. a 14. století jsou tak Velflovi potomci označováni za „čeleď Velfovu“ či „Velflovice“; zmínka o Velflovicích je i v Dalimilově kronice. Původním sídlem rodu byl věžovitý dům čp. 27/I nacházející se v srdci Starého Města pražského v blízkosti kostela sv. Mikuláše (nyní na tomto místě Jáchymova ulice č. 27/4). Podle typického vzhledu domu, který byl víceméně skutečně obytnou věží, se začalo rodu také říkat „od Věže“ (latinsky de Turri). Jiný dům v Praze spojený s tímto rodem snad stával v místech dnešního paláce Pachtů z Rájova na nároží Celetné ulice a Ovocného trhu.
Jako majitelé jsou příslušníci rodu uváděni také např. v historii obce Dubeček (dva dvory vlastnil do roku 1357 Fridlin Janův, člen pražského rodu Velfloviců), u vesnice Zlatníky (k roku 1300 jsou jako vlastníci zmiňováni bratři Dětřich a Konrád z rodu Velfloviců), v Jílovém u Prahy (Velflovicové ve 14. století založili věžovou tvrz na místě dnešní radnice), u obce Jirny (roku 1367 došlo k rozdělení vsi mezi dva pražské patricije, jedním z nich byl Jakš Bolkov z rodu Velfloviců).
Většina Velfloviců vymřela na přelomu 14. a 15. století. Jedinou větví rodu, které se podařilo pevně uchytit na venkově a v řadách nižší šlechty, byli Dubečtí z Dubče. Právě Dubečtí z Dubče zajistili přímé pokračování odkazu Velfloviců, neboť figurují v řadách vladyků až do počátku 16. století. Avšak posledním Velflovicem, který ještě aktivně působil ve správě města a vlastnil v Praze řadu nemovitostí, byl Jan I. Dubecký z Dubče (1384–1426). Poté již Janovi potomci definitivně opustili pražské prostředí a věnovali se správě svých venkovských statků.